# BMW M54
Il motore BMW M54 è una famiglia di motori a scoppio a benzina per uso automobilistico prodotta tra il 2000 ed il 2007 dalla casa automobilistica tedesca BMW.

## Descrizione
La famiglia di motori M54 è stata introdotta per affiancare ed in seguito sostituire la precedente famiglia di motori M52. In questa famiglia vi sono state diverse novità dal punto di vista della gamma motori di cui era composta. In primo luogo, la precedente unità M52 da 2 litri è stata sostituita da un 2.2 litri, mentre un nuovo 3 litri ha rimpiazzato la precedente unità da 2.8 litri. Unico punto di contatto con la precedente gamma è stato il 2.5 litri, che ha mantenuto caratteristiche analoghe, anche se in realtà con alcuni aggiornamenti.
Nell'intera famiglia M54 rimangono invariate caratteristiche come l'architettura a 6 cilindri in linea, con monoblocco e testata in lega di alluminio e canne riportate in ghisa. Si ritrova lo schema di distribuzione DOHC a quattro valvole per cilindro con sistema doppio VANOS; viene inoltre introdotto un acceleratore "drive by wire" a gestione completamente elettronica. Dalla famiglia M54 è stata derivata la versione sportiva S54, utilizzata sulle M3 E46.
Di seguito, ecco una descrizione della gamma M54.

### M54B22

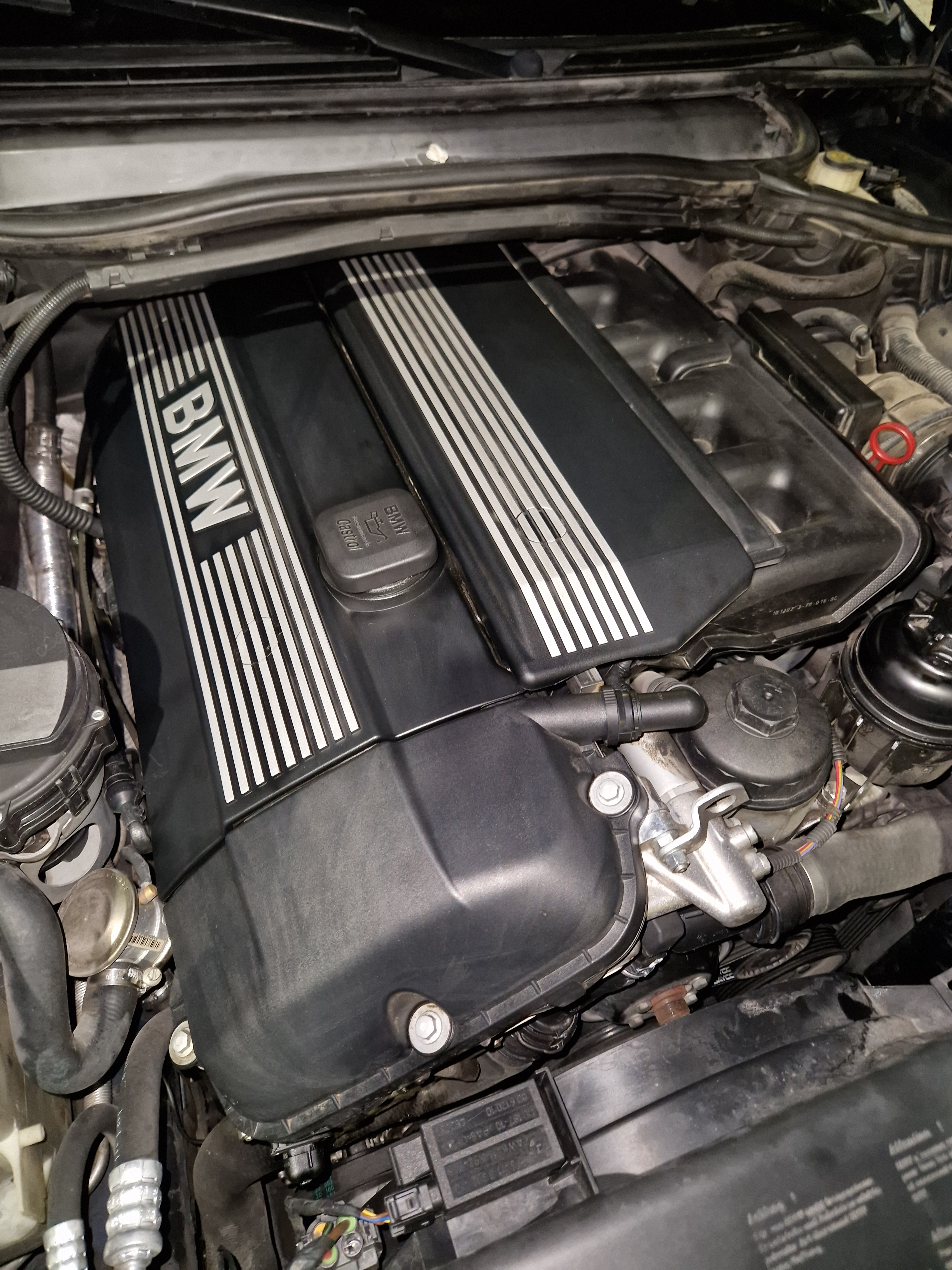

È la versione di base della famiglia M54: ha debuttato nell'autunno del 2000 e deriva dal 2 litri M52, rispetto al quale è stata allungata la misura della corsa, da 66 a 72 mm, fermo restando l'alesaggio a 80 mm. La cilindrata totale è di 2171 cm³. La centralina elettronica di iniezione è una Siemens MS43.0. Questo motore eroga una potenza massima di 170 CV a 6100 giri/min, con una coppia massima di 210 Nm a 3500 giri/min.
Questo motore è stato montato su:
- BMW 320i/320 Ci E46 (2001-05);
- BMW 520i E39 (2001-03);
- BMW 520i E60/E61 (2003-05);
- BMW Z3 2.2i (2001-02);
- BMW Z4 2.2i (2002-06).

### M54B25

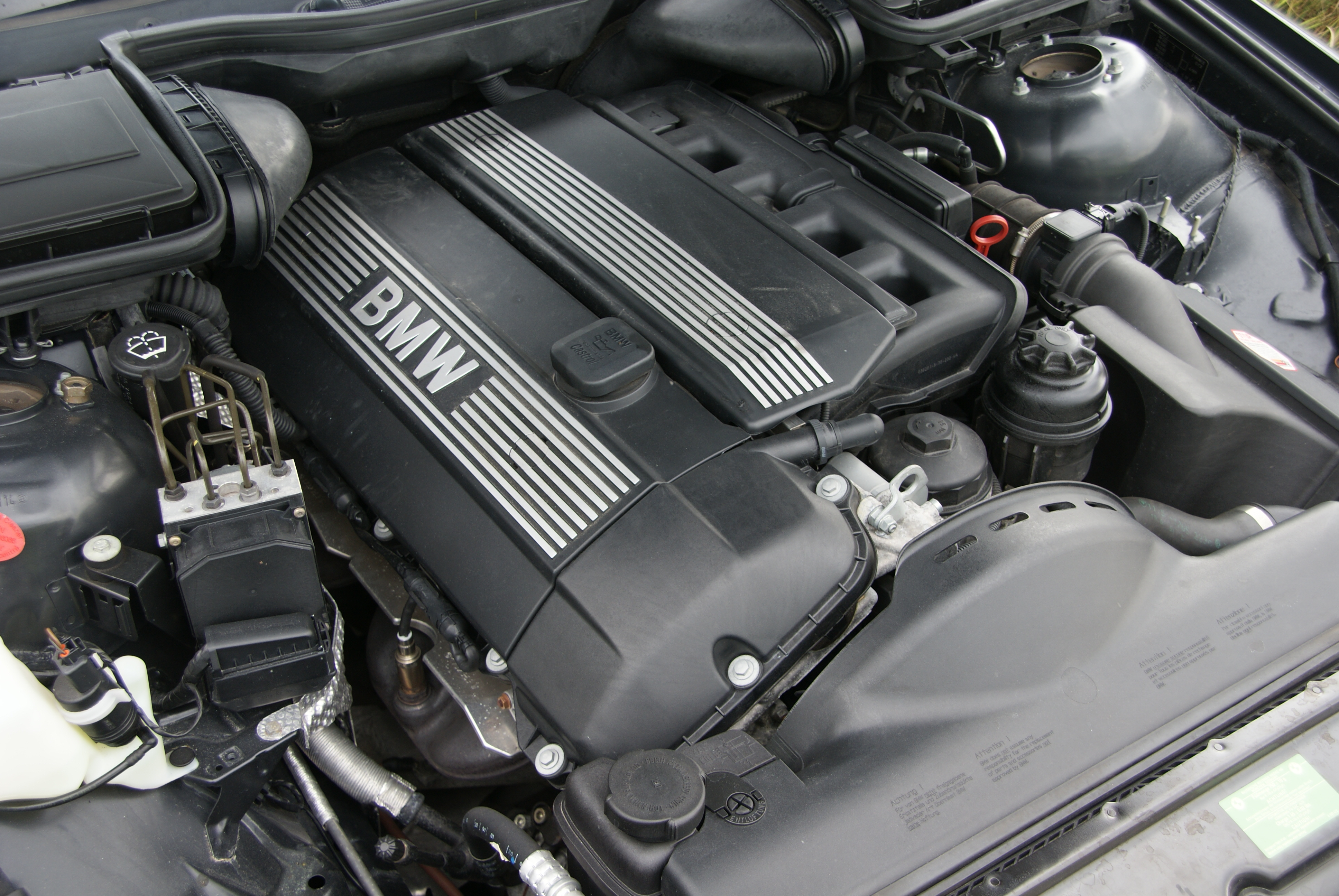
M54B25

Questo motore è quello che meno ha risentito degli aggiornamenti derivati dall'introduzione della nuova famiglia M54. Strettamente derivato dal 2.5 litri M52, ne conserva le caratteristiche dimensionali (84x75 mm e 2494 cc). Anche i valori massimi di potenza e coppia sono pressoché invariati (rispettivamente 192 CV e 245 N·m), ma disponibili a regimi differenti rispetto alla vecchia versione. La potenza massima viene infatti raggiunta a 6000 giri/min anzihè 5500, mentre la coppia massima si ha a 3500 giri/min anziché 3950.
Tale propulsore è stato montato su:
- BMW 325ti E46 (2001-04);
- BMW 325i/325xi E46 (2001-05);
- BMW 325 Ci E46 (2001-06);
- BMW Z3 2.5i (2001-02);
- BMW Z4 2.5i (2002-06);
- BMW 525i E39 (2000-03);
- BMW 525i/525xi E60/E61 (2003-04);
- BMW X3 2.5i E83 (2004-06).

### M54B30
Questo motore è andato a sostituire il precedente 2.8 della famiglia M52, dal quale si differenzia per la corsa, passata da 84 ad 89.6 mm. Invariato invece l'alesaggio, fermo ad 84 mm. La cilindrata totale è di 2979 cc. La potenza massima è di 231 CV a 5900 giri/min, mentre la coppia massima raggiunge i 300 Nm a 3500 giri/min. Per le sue generose doti di erogazione, tale motore si piazzò per tre anni di fila (triennio 2001-03) ai primi 10 posti come miglior motore dell'anno.
Prodotto negli stabilimenti di Steyr, in Austria, questo motore è stato montato su:
- BMW 330i/330xi E46 (2000-05);
- BMW 330 Ci E46 (2000-06);
- BMW Z3 3.0i (2000-02);
- BMW Z4 3.0i (2003-06);
- BMW 530i E39 (2000-03);
- BMW 530i E60/E61 (2003-05);
- BMW 730i E65/E66 (2001-06);
- BMW X3 3.0i E83 (2004-06);
- BMW X5 3.0i E53 (2001-06);
- Wiesmann MF30.